# Ernest Monis
Pour les articles homonymes, voir Monis.
Antoine Emmanuel Ernest Monis, né le 23 mai 1846 à Châteauneuf-sur-Charente (Charente) et mort le 25 mai 1929 à Mondouzil, est un avocat et un homme politique français.

## Biographie
Ernest Monis est né à Châteauneuf-sur-Charente dans la rue qui porte maintenant son nom. Il est le fils d'un huissier et petit-fils d'un ouvrier agricole espagnol, du nom de Manuel Moniz, émigré en France à la fin du XVIIIe siècle. Ernest Monis est avocat à Cognac à 22 ans et devient conseiller municipal de la ville. Ayant épousé, en 1879, une jeune fille de Bordeaux, il se fixe dans cette ville et s'y fait inscrire au barreau. 
Républicain radical, il est député de la Gironde de 1885 à 1889 puis sénateur du même département de 1891 à 1920. Il est également président du conseil général de la Gironde de 1907 à 1919.
Il occupe la fonction de ministre de la Justice du 22 juin 1899 au 7 juin 1902 dans le gouvernement Pierre Waldeck-Rousseau et présente la loi sur les associations du 1er juillet 1901. C'est aussi à lui que l'on doit l'ouverture du métier d'avocat aux femmes.
Le 2 mars 1911, il est nommé président du Conseil des ministres et forme un gouvernement de transition. Il est gravement blessé le 21 mai suivant (il a une jambe cassée et de fortes contusions, il perd connaissance mais il survivra) lors du départ de la course d'aviation Paris-Madrid dans l'accident qui coûte la vie à Maurice Berteaux, le ministre de la Guerre, sur le terrain d’aviation d’Issy-les-Moulineaux, alors que l'aviateur Louis Émile Train, sur un monoplan de sa conception, tente un atterrissage d'urgence qui finit catastrophiquement sur le groupe des personnalités qui avaient envahi la piste. Le ministre de la Justice, Antoine Perrier, assure l'intérim à la tête du cabinet, mais celui-ci est mis en minorité le 24 juin.
Ernest Monis est ministre de la Marine du 9 décembre 1913 au 20 mars 1914 dans le gouvernement Gaston Doumergue (1). Quelques papiers de son secrétariat sont conservés aux Archives nationales, sur le site de Pierrefitte-sur-Seine.
Il est franc-maçon.